# Arthur Lavigne
Jean Moïse Arthur Lavigne (* 8. Februar 1845 in Montreal; † 11. Januar 1925 in Québec (Stadt)) war ein kanadischer Geiger, Musikverleger, -veranstalter, -kritiker und -pädagoge.

## Leben
Lavigne war der ältere Bruder des Pianisten und Organisten Émery Lavigne und des Komponisten Ernest Lavigne. Ab 1853 hatte er Violinunterricht bei J. Follenus, später auch bei Octave Chatillon. 1868 gründete er in Québec einen Musikladen, der über fünfzig Jahre bestand und der zum Treffpunkt von Musikern wie Antoine Dessane, Frantz Jehin-Prume und Calixa Lavallée wurde. 1868 war er Gründungsmitglied der Académie de musique du Québec (AMQ). deren Präsident er von 1904 bis 1909 war. Nachdem er zunächst Mitglied des Septett Club gewesen war, gründete er 1871 als Erster Geiger das Septuor Haydn.
Verdienste erwarb sich Lavigne um die kanadische Nationalhymne O Canada, indem er 1880 Adolphe-Basile Routhiers Text der Hymne veröffentlichte. Er verlegte auch Werke von Komponisten aus Québec wie Ernest Gagnon, Frantz Jehin-Prume, Calixa Lavallée und Joseph Vézina. 1883 organisierte er ein Musikfestival in Québec. Als Konzertveranstalter engagierte er Musiker wie Leopold Godowsky, Henri Marteau, Ovide Musin, Léon Rothier und Eugène Ysaÿe. Von 1905 bis 1908 war er Präsident der aus dem Septuor Haydn hervorgegangenen Société symphonique de Québec. 1922 war er unter den ersten Lehrern der neu gegründeten Musikschule der Universität Laval.